# Vincenzo Santopadre
Vincenzo Santopadre (Roma, 11 de Agosto de 1971) é um ex-tenista profissional italiano, atingiu o N. 100 da ATP, e em duplas foi N. 103, representou a Equipe Italiana de Copa Davis.

## Titulos
Duplas
| N. | Dat  | Torneio              | Piso | Parceiro       | Oponentes na final    | Placar        |
| 1. | 1997 | Tashkent, Uzbekistan | Hard | Vincent Spadea | Hicham Arazi Eyal Ran | 6–4, 6–7, 6–0 |

### Vice-campeão (1)
| N. | Dat  | Torneio              | Piso   | Parceiro         | Oponentes na final             | Palcar   |
| 1. | 1999 | Casablanca, Marrocos | Saibro | Massimo Ardinghi | Fernando Meligeni Jaime Oncins | 2–6, 3–6 |